# Van Noord naar Zuid
Van Noord naar Zuid (Frans:Du Nord au Sud) is het tweede album uit De Blauwbloezen reeks, met scenario van Raoul Cauvin en tekeningen van Louis Salvérius.

## Verhaal
Sergeant Chesterfield wordt samen met Blutch, Tripps en Bryan voor een opdracht naar het front gestuurd. Daar komen ze voor het eerst in aanraking met de befaamde kapitein Stark, een door de wol geverfde soldaat die van geen wijken weet. De mannen krijgen de opdracht om een brug te veroveren op de zuidelijken. Aldaar weten ze een kanon te veroveren en de brug voor de noordelijken veilig te stellen. Echter als de noordelijken de brug overgaan komen de zuidelijken weer tevoorschijn. Alles lijkt in het water te vallen, maar dan voert de generaal de sergeant dronken, om hem daarna te laten infiltreren bij de vijand. Helaas wordt Chesterfield gevangengenomen, maar mede dankzij Blutch weet hij te ontsnappen. Gedurende zijn ontsnapping laat hij de eens veroverde brug ontploffen door een brandend kruitvaatje.

## Personages
- Blutch
- Cornelius Chesterfield
- Tripps
- Bryan
- Kapitein Stark